# زیارتگاه لوس آنگسیت
زیارتگاه لوس آنگسیت مربوط به دوره صفوی است و دراستان اصفهان، شهرستان فریدن، بخش مرکزی، دهستان ورزق جنوبی، روستای خویگان سفلی واقع شده و این اثر در تاریخ ۱۳ خرداد ۱۳۸۶ با شمارهٔ ثبت ۱۹۲۲۳ به‌عنوان یکی از آثار ملی ایران به ثبت رسیده است.